# Đoàn Huy Chương
Đoàn Huy Chương là một lãnh đạo công đoàn Việt Nam hiện đã bị chính quyền Việt Nam cầm tù. Tổ chức Ân xá Quốc tế coi anh ta là một tù nhân lương tâm và đã kêu gọi trả tự do cho anh ta.
Chương là một trong những người thành lập Hiệp hội Đoàn kết Công Nông (United Workers-Farmers Organization hay UWFO), một liên đoàn lao động không được chính phủ Việt Nam công nhận. Trước khi diễn ra Diễn đàn Hợp tác Kinh tế châu Á Thái Bình Dương, chính quyền đã bỏ tù tất cả các thành viên của UWFO, bao gồm Đoàn Huy Chương và cha của anh ấy là Đoàn Văn Diên . Cố vấn pháp lý của nhóm, Trần Quốc Hiền, bị bắt vào tháng Giêng năm sau, hai ngày sau khi đồng ý trở thành phát ngôn viên của nhóm.  Tháng 12 năm 2007, Đoàn Huy Chương và Đoàn Văn Diên bị tuyên mỗi người bốn năm rưỡi tù theo điều 258 bộ luật hình sự, tội “lợi dụng các quyền tự do dân chủ xâm phạm lợi ích nhà nước.”  Nhà chức trách cũng cáo buộc họ phỉ báng chính phủ Việt Nam và truyền bá tư tưởng "phản động". Bản án của họ đã bị các nhóm nhân quyền quốc tế phản đối, bao gồm Tổ chức Theo dõi Nhân quyền và Tổ chức Ân xá Quốc tế, những tổ chức đã công nhận tất cả các nhà hoạt động bị bắt là "tù nhân lương tâm" và kêu gọi trả tự do ngay lập tức và vô điều kiện cho họ.
Vào mùa xuân năm 2011, American Repertory Theatre của Boston và System of a Down 's Serj Tankian đã dành riêng việc tạo nên vở kịch Bound cho Đoàn Huy Chương, Đoàn Văn Diên, Trần Quốc Hiền, và bảy trường hợp khác của Tổ chức Ân xá Quốc tế, ghi chú trong chương trình rằng "bằng cách kể câu chuyện về Prometheus, vị Thần đã thách thức bạo chúa Zeus bằng cách ban cho loài người cả lửa và nghệ thuật, sản phẩm này hy vọng sẽ mang lại tiếng nói cho những người hiện đang bị những kẻ áp bức thời hiện đại bịt miệng hoặc gặp nguy hiểm."

#### Được vận động bởi:[5]
- Advisory Committee on Religious Freedom for Vietnam
- Boat People SOS
- Christian Solidarity Worldwide, UK
- Coalition for a Free and Democratic Vietnam
- Freedom House
- Freedom Now
- Human Rights Foundation
- Human Rights Watch
- Lawyers for Lawyers
- Lawyers Rights Watch Canada
- Montagnard Human Rights Organization
- PEN American Center
- PEN Centre Suisse Romand
- PEN International
- Rallying For Democracy
- Reporters Without Borders USA
- Vietnam Human Rights Network
- Vietnam for Progress
- Việt Tân